# Baruna minuta
Baruna minuta is een krabbensoort uit de familie van de Camptandriidae. De wetenschappelijke naam van de soort is voor het eerst geldig gepubliceerd in 1991 door Harminto & Ng.